# Jerry Scott (motociclista)
Jerry Scott   (Poole, c. 1939 - Boltby, 31 de juliol de 1966) fou un pilot de motocròs anglès que, poc després de debutar amb èxit al Campionat del Món, es va morir en una cursa regional a Anglaterra en caure i ser atropellat pel seu company d'equip, Jeff Smith. La mort de Scott va tenir una gran repercussió al seu país, en uns moments en què el motocròs hi gaudia de gran seguiment, i marcà l'inici de la fi de la carrera esportiva de Jeff Smith, qui mai no se'n va recuperar del tot emocionalment.
Al moment del fatal accident, Jerry Scott tenia 27 anys i un futur prometedor dins el motocròs. Conegut pel seu físic fort i per un estil de conducció espectacular, havia debutat al mundial dos anys abans, el 1964, i ja hi havia acabat en vuitena posició final, resultat que repetí el 1965. Aquests èxits li valgueren un lloc a l'equip oficial de BSA, com a company del doble Campió del món Jeff Smith, per a la temporada de 1966.

## L'accident mortal
Diumenge 31 de juliol de 1966, l'endemà mateix que Anglaterra hagués guanyat la Copa del Món de Futbol a Wembley, Jerry Scott viatjà amb el seu amic Chris Horsfield a Boltby (prop de Thirsk, a North Yorkshire) per tal de participar en la vint-i-unena edició de la North v. South team challenge, una competició de motocròs que enfrontava els pilots del nord amb els del sud del país (tot i ser de segon ordre, l'esdeveniment reunia sempre els millors especialistes anglesos). Un cop començada la cursa, a la cinquena volta, Scott avançà Jeff Smith i Chris Horsfield i se situà al capdavant. El circuit de Boltby era ràpid i perillós. Passat un salt sense visibilitat que s'agafava a plena velocitat, Scott caigué i quedà estirat a terra, just enmig de la trajectòria del seu perseguidor, Smith, qui en sortir del salt sense haver vist el seu company, anà a aterrar just al damunt seu i li aixafà el coll, causant-li la mort. També Dave Nicoll, que venia al darrere, atropellà Scott. Smith en va sortir amb el canell i la clavícula trencats, les primeres fractures que patia en 18 anys de carrera.
L'accident va fer que la cursa se suspengués de cop i la notícia s'escampà ràpidament, causant una gran consternació entre el públic i, més tard, a tot el país. Era la primera víctima mortal en una cursa de motocròs al Regne Unit i no n'hi hagué cap altra fins al 2001, quan Kenny Wyatt es morí després d'una topada en una cursa a Culham, prop d'Abingdon.
La mort del seu jove company d'equip deixà Jeff Smith molt tocat i marcà l'inici del declivi de la seva carrera. Aquella temporada, en què podria haver aconseguit el seu tercer títol mundial consecutiu, hagué d'interrompre sobtadament la seva participació al campionat i facilità a l'alemany Paul Friedrichs la consecució del títol i l'inici d'un trienni de domini amb la seva ČZ de dos temps, la primera moto amb aquesta mena de motor a guanyar el mundial. La temporada següent, 1967, ja recuperat de les lesions, Smith fou subcampió del món darrere de Friedrichs amb una sola victòria en Gran Premi, enfront de les set de l'alemany. El 1968, durant la seva darrera campanya al mundial, Smith acabà en vuitena posició final i decidí d'abandonar definitivament.
Jeff Smith explicà més tard com havia anat tot:
| «            | En una ocasió, al juliol, vaig estar implicat en un accident a Anglaterra. Es deia Jerry Scott, i va caure davant meu passat un salt cec. Era un salt de màxima velocitat, i vaig saltar al costat oposat, però ell va lliscar i va anar a parar davant meu sense la seva moto, i el vaig colpejar i el vaig matar.[...]Va ser molt trist. Scott era un altre pilot oficial de BSA, i estàvem corrent en un esdeveniment molt insignificant en algun lloc del nord d'Anglaterra. Era una pista perillosa i tot va sortir malament. Era massa tard per a fer res amb la moto quan Scott va relliscar davant meu. | » |
| — Jeff Smith | |   |

| «            | En Jerry va resultar mort i jo em vaig trencar el canell i la clavícula. Fins aleshores, no m'havia trencat mai cap os, de manera que això va ser un xoc, i afegit al trauma que va suposar el fet de ser un accident mortal penso que realment vaig perdre alguna cosa aquell dia. Sempre he pensat que d'ençà d'aquell accident mai no vaig tornat a pilotar amb la mateixa llibertat i determinació que abans. | » |
| — Jeff Smith | |   |